# Églises de Chiloé
Les églises de Chiloé sont un ensemble d'églises en bois situées dans l'archipel de Chiloé, au Chili.
Construites aux XVIIe et XVIIIe siècles alors que l'archipel fait partie des possessions espagnoles, ces églises sont une fusion de la culture jésuite européenne et des traditions et techniques des peuples locaux, un exemple d'architecture mestizo. Caractéristiques de l'archipel, seize d'entre elles sont inscrites sur la liste du patrimoine mondial par l'UNESCO en 2000.

## Caractéristiques
Les églises de Chiloé forment un style architectural unique en Amérique et sont parmi les édifices les plus remarquables de l'architecture chilote. À la différence de l'architecture coloniale espagnole classique, les églises de Chiloé sont entièrement bâties en bois local et font un usage extensif de bardeaux de bois. Elles ont été conçues pour résister au climat océanique humide et pluvieux de l'archipel.
L'archipel compte environ 300 églises et chapelles de bois, sur l'île de Chiloé et les autres îles.

## Histoire
Les missionnaires jésuites arrivent dans l'archipel de Chiloé en 1608. Ils sont généralement bien accueillis par les Huilliches, un peuple autochtone de pêcheurs. Durant cette mission itinérante (du printemps à l'automne) des XVIIe et XVIIIe siècles, les missionnaires doivent faire de longs voyages afin de visiter annuellement les paroisses de l'archipel, pour ne séjourner finalement que quelques jours en chacune. Ils fondent des communautés chrétiennes confiées durant leur absence à des laïcs (appelés « fiscaux »), chargés de la vie spirituelle de leur paroisse comme de l'organisation matérielle. Ils ont également un rôle civil reconnu par les autorités coloniales.
Sous la direction des jésuites, les Huilliches construisent leurs églises paroissiales, choisissant dans leurs forêts le bois qui leur semble convenir le mieux. Ces églises, lieux de rassemblement de la communauté, « sont des exemples exceptionnels de l'intégration harmonieuse des traditions européenne et indigène qui donna forme à un style architectural unique de constructions en bois. »
Lorsque les jésuites doivent quitter le pays, cette mission itinérante annuelle est continuée par les franciscains. La tradition architecturale des églises en bois, étant entre les mains des Huilliches, n'en est pas affectée. Elle continue jusqu'à ce jour. Il existe également sur l'île une « école chilote d'architecture religieuse en bois ». Depuis 1990, le gouvernement chilien alloue également un budget pour la restauration des églises confiée aux artisans locaux. Les églises sont mentionnées en 1996 dans la liste des monuments en danger du Fonds mondial pour les monuments.
En 2000, seize de ces églises en bois sont inscrites sur la liste du patrimoine mondial de l'UNESCO. Les églises inscrites sont réparties dans les communes de Castro, Chonchi, Dalcahue, Puqueldón, Quemchi et Quinchao.

## Églises inscrites
| \| Localisation de l'Chiloé au Chili \| 1 2 3 4 5 6 7 8 9 10 11 12 13 14 15 16 |
| Localisation de l'Chiloé au Chili                                              |

| Localisation de l'Chiloé au Chili |

| Code    | Édifice                            | Localité   | Commune   | Coordonnées                        | Illus. |
| ------- | ---------------------------------- | ---------- | --------- | ---------------------------------- | ------ |
| 971-001 | Église Notre-Dame-de-Lorette       | Achao      | Quinchao  | 42° 28′ 18″ sud, 73° 29′ 28″ ouest |        |
| 971-002 | Église Notre-Dame-de-Grâce         | Quinchao   | Quinchao  | 42° 32′ 07″ sud, 73° 25′ 39″ ouest |        |
| 971-003 | Église Saint-François              | Castro     | Castro    | 42° 28′ 53″ sud, 73° 45′ 50″ ouest |        |
| 971-004 | Église Notre-Dame-de-Lourdes       | Rilán      | Castro    | 42° 31′ 11″ sud, 73° 37′ 43″ ouest |        |
| 971-005 | Église Notre-Dame-de-Grâce         | Nercón     | Castro    | 42° 30′ 04″ sud, 73° 47′ 07″ ouest |        |
| 971-006 | Église Jésus-de-Nazareth           | Aldachildo | Puqueldón | 42° 35′ 02″ sud, 73° 36′ 44″ ouest |        |
| 971-007 | Église Notre-Dame-de-la-Candelaria | Ichuac     | Puqueldón | 42° 36′ 57″ sud, 73° 43′ 11″ ouest |        |
| 971-008 | Église Saint-Pierre-Nolasque       | Detif      | Puqueldón | 42° 41′ 06″ sud, 73° 33′ 24″ ouest |        |
| 971-009 | Église Saint-Antoine               | Vilupulli  | Chonchi   | 42° 35′ 35″ sud, 73° 47′ 18″ ouest |        |
| 971-010 | Église Saint-Charles-Borromée      | Chonchi    | Chonchi   | 42° 37′ 24″ sud, 73° 46′ 23″ ouest |        |
| 971-011 | Église Notre-Dame-du-Patronage     | Tenaún     | Dalcahue  | 42° 19′ 57″ sud, 73° 22′ 24″ ouest |        |
| 971-012 | Église Saint-Antoine               | Colo       | Quemchi   | 42° 15′ 32″ sud, 73° 24′ 07″ ouest |        |
| 971-013 | Église Saint-Jean-Baptiste         | San Juan   | Dalcahue  | 42° 20′ 06″ sud, 73° 30′ 15″ ouest |        |
| 971-014 | Église Notre-Dame-de-la-Douleur    | Dalcahue   | Dalcahue  | 42° 22′ 48″ sud, 73° 39′ 07″ ouest |        |
| 971-015 | Église Notre-Dame-du-Rosaire       | Chelín     | Castro    | 42° 36′ 04″ sud, 73° 30′ 58″ ouest |        |
| 971-016 | Église Jésus-de-Nazareth           | Caguach    | Quinchao  | 42° 30′ 37″ sud, 73° 15′ 58″ ouest |        |